# عین جورین
عین جورین (به عربی: عین جورین) یک روستا در سوریه است که در ناحیه شطحه واقع شده‌است. عین جورین ۹۸۸ نفر جمعیت دارد.